# Les Fourgs
 Les Fourgs  es una comuna y población de Francia, en la región de Franco Condado, departamento de Doubs, en el distrito y cantón de Pontarlier.
Está integrada en la Communauté de communes du Mont-d'Or et des Deux Lacs .

## Demografía[2]
| 1 198 | 1 221 | 1 287 | 1 290 | 1 174 | 1 271 | 1 255 | 1 248 | 1 254 | 1 294 | 1 308 | 1 188 | 1 222 | 1 187 | 1 185 | 1 091 | 1 081 | 1 022 | 988 | 983 | 854 | 818 | 795 | 781 | 747 | 779 | 774 | 742 | 753 | 806 | 941 | 1 058 | 1164 |
| Para los censos de 1962 a 1999 la población legal corresponde a la población sin duplicidades (Fuente: INSEE [Consultar]) |       |       |       |       |       |       |       |       |       |       |       |       |       |       |       |       |       |     |     |     |     |     |     |     |     |     |     |     |     |     |       |      |